# Hylomanes momotula
El momoto enano (Hylomanes momotula) es una especie de ave coraciforme de la familia Momotidae. Es nativo de América Central (Belice, Costa Rica, El Salvador, Guatemala, Honduras, Nicaragua y Panamá), México y Colombia. Es el único miembro del género monotípico Hylomanes.

## Subespecies
Se distinguen las siguientes subespecies.
- Hylomanes momotula chiapensis Brodkorb, 1938
- Hylomanes momotula momotula Lichtenstein, 1839
- Hylomanes momotula obscurus Nelson, 1911